# تورهای قاره‌ای دوچرخه‌سواری
تورهای قاره‌ای دوچرخه‌سواری دوره‌های قاره‌ای مسابقات دوچرخه‌سواری جاده هستند که از سال ۲۰۰۵ برگزار می‌شوند. پنج دورهٔ مسابقات (شامل قاره‌های آفریقا، آمریکا، آسیا، اروپا و اقیانوسیه) پایین‌تر از تور جهانی قرار دارند. تور جهانی و تورهای قاره‌ای شامل مجموعه‌ای از مسابقات هستند که تیم‌های دوچرخه‌سواری گوناگونی به صورت منظم در آنها شرکت می‌کنند. اتحادیهٔ جهانی دوچرخه‌سواری این مسابقات را برای مهیا کردن محیطی برای تشویق به گسترش دوچرخه‌سواری در همه‌جای جهان معرفی کرد.
در هر قاره، رقابت به سه صورت انفرادی، تیمی و کشوری انجام می‌شود. شرکت‌کنندگان با کسب قهرمانی یا رتبه‌های بالا در هر مسابقه، امتیازاتی به دست می‌آورند و رده‌بندی در پایان هر سال اعلام می‌شود. رکابزنی که در پایان سال در صدر رده‌بندی انفرادی تور قاره‌ای قرار گیرد، برندهٔ آن تور معرفی می‌شود. سهمیهٔ هر کشور برای مسابقات جهانی و المپیک بر پایهٔ رتبهٔ آن کشور در تور جهانی و قاره‌ای مشخص می‌شود.
هر تور قاره‌ای شامل رقابت‌های زیر است:
- مسابقات یک‌روزه با درجهٔ استثنایی (‎1.HC)، درجه یک (1.1) و درجه دو (1.2)
- مسابقات مرحله‌ای با درجهٔ استثنایی (‎2.HC)، درجه یک (2.1) و درجه دو (2.2)
- مسابقات قاره‌ای تایم تریل و استقامت جاده